# Kalinikos Kreanga
Kalinikos Kreanga, född 8 mars 1972 i Bistrița i Rumänien, är en grekisk bordtennisspelare .
Han har vunnit europamästerskapen i dubbel och mixed dubbel.
Han har även vunnit flera PRO tour-tävlingar och Europa Top 12 vid ett tillfälle.
Kreanga deltog i tretton VM-turneringar mellan 1991 och 2013 med två tredjeplaceringar som främsta merit.
Han deltog i tio EM-turneringar mellan 1988 och 2012 och vann 2 guld, 6 silver och 3 brons.
Kreanga deltog i fem OS-turneringar och spelade 12 World Cup där han kom på andra plats två gånger (2003 och 2004). Sin högsta placering på världsrankingen nådde han i september 2002 då han rankades som 7:a i världen, en bedrift han upprepade i december 2003 och februari 2004.

## Biografi
Kreanga föddes som Călin Creangă Bistrița 1972. Han började spela bordtennis när han var sju år gammal. Hans första tränare var Gheorghe Bozga, som även upptäckte Mihaela Steff.
När han deltog i ungdoms-EM i Luxemburg 1989, fick han ett erbjudande att börja spela för Grekland så han valde att hoppa av från kommuniststyrda Rumänien (tillsammans med sin fader) och flytta dit. Eftersom han var minderårig så fick han snabbt grekiskt medborgarskap och han ändrade sitt namn till Kalinikos Kreanga.
Han bor i Aten och är gift sedan 2003.

## Meriter
- Bordtennis VM
  - 1991 i Chiba
    - 3:e plats mixed dubbel med Otilia Badescu

  - 1995 i Tianjin
    - kvartsfinal mixed dubbel

  - 1997 i Manchester
    - 6:e plats med det grekiska laget

  - 2003 i Paris
    - 3:e plats singel
- Bordtennis EM
  - 1988 i Paris
    - 3:e plats mixed dubbel med Otilia Badescu

  - 1992 i Stuttgart
    - 1:a plats mixed dubbel med Otilia Badescu

  - 1994 i Birmingham
    - 1:a plats dubbel med Zoran Kalinić
    - 2:a plats mixed dubbel med Otilia Badescu

  - 1996 i Bratislava
    - kvartsfinal singel
    - 3:e plats dubbel med Zoran Kalinić
    - 2:a plats mixed dubbel med Otilia Badescu

  - 1998 i Eindhoven
    - kvartsfinal singel
    - 2:a plats dubbel med Ilija Lupulesku

  - 2000 i Bremen
    - 2:a plats dubbel med Ilija Lupulesku

  - 2002 i Zagreb
    - 2:a plats singel

  - 2005 i Århus
    - 3:e plats singel
    - 2:a plats dubbel med Vladimir Samsonov

  - 2007 i Belgrad
    - kvartsfinal singel
    - kvartsfinal dubbel
- Europa Top 12
  - 1996 i Charleroi 9:a
  - 1997 i Eindhoven 5:a
  - 1998 i Halmstad 5:a
  - 1999 i Split 3:a
  - 2000 i Alassio 7:a
  - 2001 i Wels 9:a
  - 2007 i Arezzo 2:a
  - 2008 i Frankfurt 5:a
  - 2009 i Düsseldorf 3:a
  - 2010 i Düsseldorf 3:a
  - 2011 i Liege 1:a